# Phantyna varyna
Phantyna varyna là một loài nhện trong họ Dictynidae.
Loài này thuộc chi Phantyna. Phantyna varyna được Ralph Vary Chamberlin & Willis J. Gertsch miêu tả năm 1958.